# Tumba dos Leões Rugidores
A Tumba  dos Leões Rugidores é um sítio arqueológico na antiga cidade de Veios, Itália. É a mais velha tumba etrusca encontrada e a mais velha câmara funeral com afrescos na Europa. O sítio data de pelo menos do último século 7 D.C. e foi descoberto em 2006 depois que um ladrão de tumbas acusado, conduziu as autoridades à câmara funeral na esperança de leniência.
O sítio está localizado em um colina em um campo de trigo a menos de 13 milhas ao norte de Roma e pode conter importantesartefatos que permitirão pesquisas avançadas dentro da civilização etrusca. Foi nomeada "Tumba  dos Leões Rugidores" depois que figuras animais de quadrúpedes foram identificadas nos afrescos das paredes da tumba. (As figuras também foram presumidas serem veados ou cavalos em vez de leões.)